# Campus Brigittenau

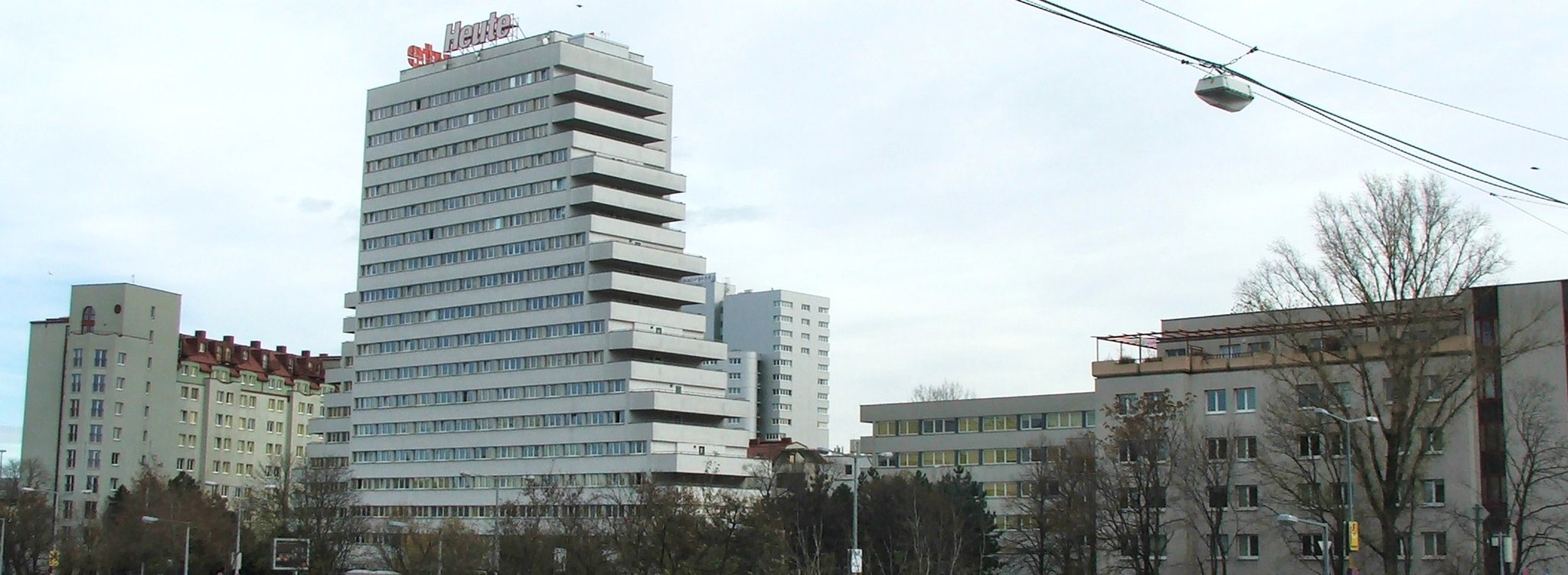
Campus Brigittenau von der Heiligenstädter Brücke aus. Von links nach rechts: Firnberg, Panorama, Schärf.

Der Campus Brigittenau ist ein Verbund von Studentenheimen im 20. Wiener Gemeindebezirk Brigittenau. Mit ca. 1700 Bewohnern ist der Campus der größte Studentenheimverbund in Österreich.
Heimträger ist der Verein Wirtschaftshilfe der Arbeiterstudenten (WIHAST), die gemeinsam mit dem Kuratorium für die Errichtung von Adolf Schärf Studentenheimen Studentenheime in Wien, Sankt Pölten und Wiener Neustadt verwaltet.

## Der Campus
Der Campus besteht aus fünf Heimen, die baulich selbstständig sind, jedoch zentral über einen Portier verwaltet werden. Die Heime verfügen über eigene Bezeichnungen und unterscheiden sich teilweise in der Einrichtung und in der Größe.
| Heimname                              | Anschrift               | Abkürzung            | Heimplätze |
| ------------------------------------- | ----------------------- | -------------------- | ---------- |
| Haus Panorama                         | Brigittenauer Lände 224 | Pano                 | 578        |
| Dr. Paul-Schärf-Heim                  | Lorenz Müller Gasse 1a  | LM1a                 | 389        |
| Haus Dr. Schärf                       | Lorenz Müller Gasse 1   | LM1                  | 228        |
| Dr. Hertha Firnberg Studentenwohnheim | Forsthausgasse 2–8      | FG2 + Dependance     | 427        |
| Studentenwohnheim                     | Forsthausgasse 16–20/2  | FG16                 | 94         |
| Summe der Heimplätze                  | Summe der Heimplätze    | Summe der Heimplätze | 1716       |

Das 17-stöckige Haus Panorama führt seinen Namen auf das Panorama zurück, das man von den Balkonen und den Zimmern genießen kann. Die anderen Heime erhielten ihren Namen von bekannten Persönlichkeiten, darunter dem österreichischen Alt-Bundespräsidenten Adolf Schärf und der Ministerin Hertha Firnberg.

## Studentische Selbstverwaltung
Im Gegensatz zu anderen Studentenheimen besteht im Campus eine studentische Selbstverwaltung, die aus einer Heimvertretung sowie 20 Referaten besteht und ausschließlich von Studenten geführt wird. Die Referate dienen einerseits der Selbstverwaltung in administrativer Hinsicht, andererseits der Bereitstellung von Freizeiteinrichtungen für die Heimbewohner.

## Die Heimvertretung

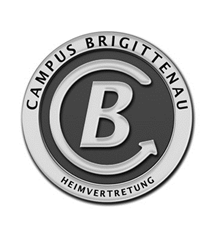
Logo

Die Heimvertretung besteht aus einem Heimvertreter und fünf Heimvertreter-Stellvertreter, die jährlich bei der Heimvollversammlung gewählt werden. Weiters sitzen der Kontrollobmann und der Finanzreferent in diesem Gremium, die sich um alle administrativen Aufgaben der Selbstverwaltung kümmern.
Das Kontrollreferat kontrolliert regelmäßig alle Referate auf deren ordentliche Tätigkeit sowie die Finanzen. Die Stockvertreter sind für ihre jeweiligen Stockwerke und deren Bewohner zuständig. Sie achten auf die Einhaltung der Hausordnung und kümmern sich um Probleme und Anliegen der Stockbewohner.

## Die Referate
Die Referate sind Teil der studentischen Selbstverwaltung, sprich werden ebenfalls von Studenten ehrenamtlich betreut. Neben Infrastrukturen für das Heim (z. B. Computerreferat für den Internetzugang im Zimmer) werden zahlreiche Freizeiteinrichtungen für die Heimbewohner zur Verfügung gestellt:
| Referat         | Standort                | Angebot                                                                |
| --------------- | ----------------------- | ---------------------------------------------------------------------- |
| Billard         | LM1A Keller             | 2 Billardtische, regelmäßig offene Abende, Lady’s Night                |
| Black Lounge    | Panorama EG             | heimeigener Club, jährlich Großevents, gemütliche Abende, Mottoparties |
| Computerreferat | Panorama EG             | Internetzugang für Zimmer, Rechnercheck, Kabel                         |
| Fernsehraum     | Panorama EG             | Übertragung von Sportereignissen, Filmabende                           |
| Grillplatz      | Panorama Garten         | Grillen, siehe Werkzeugreferat                                         |
| Klassikreferat  | Panorama EG, LM1A 1. OG | 2 Räume, 1 Flügel, 1 Pianino, Chor                                     |
| Kraftkammer     | LM1A Keller             | Krafttraining, moderne Geräte, Boxsack                                 |
| Kulturraum      | Panorama EG             | Wohnzimmer, Raucherbereich                                             |
| Lady’s Gym      | LM1A Keller             | Moderne Cardio-Geräte, Aerobic                                         |
| Lagerraum       | LM1A Keller             | Lagerung von Möbeln und privaten Inventar                              |
| Lernraum        | LM1 EG                  | Ruhiger Ort zum Studieren.                                             |
| Partyraum       | Panorama EG             | Für private und öffentliche Parties                                    |
| Proberaum       | Panorama Keller         | Schlagzeug, Mischpult, Soundanlage, …                                  |
| Sauna/Solarium  | Panorama Keller         | Für 30 Personen, Tauchbecken, Duschen, Ruheraum                        |
| Spielereferat   | LM1A EG                 | Brettspiele, Poker, Spieleabende                                       |
| Turnsaal        | Panorama Keller         | Jiu Jitsu-Verein, Fußball                                              |
| Werkzeugreferat | LM1A 5. OG              | Werkzeugverleih                                                        |

Für nähere Informationen, Kontaktmöglichkeit und aktuelle Ereignisse sowie Ankündigungen, verfügt der Campus über ein eigenes Forum. Außerdem ist der Campus sowie die größeren Referate auf Facebook präsent und postet rund um die Uhr die aktuellen Events und öffentliche Abende der Referate.
Zudem ist die Selbstverwaltung bemüht, den Neuzugängen den Start etwas leichter zu gestalten. Daher findet immer im Oktober die „Lange Nacht der Referate“ statt, wo alle Referate geöffnet sind. Es werden auch Führungen sowohl auf deutscher als auch englischer Sprache angeboten.

## Das Heimleben
Es finden seit Jahren immer wieder große Veranstaltungen am Campus statt. Bis 2007 waren die Kulturtage mit Klassikkonzert, Kabarett und Weinverkostung sehr populär. Auch die bis 2008 jährliche wiederkehrende Campus-Invasion war ein fixer Termin in der Studentenszene. Bis 2011 geriet der Campus aus dem Blickwinkel. Seit 2011 werden dort wieder Partys veranstaltet. Außerhalb der großen Veranstaltungen findet ein reger Austausch zwischen den Studenten statt. Beim gemeinschaftlichen Grillen oder bei einem gemütlichen Gespräch im Kulturraum gibt es zahlreiche Gelegenheit, trotz der Anonymität in einem großen Studentenwohnheim, neue Leute kennenzulernen.
Des Weiteren trifft man bei den offenen Abenden der Referate, wie Billard, Spieleabend, Poker und Fernsehraum Leute mit den gleichen Interessen.

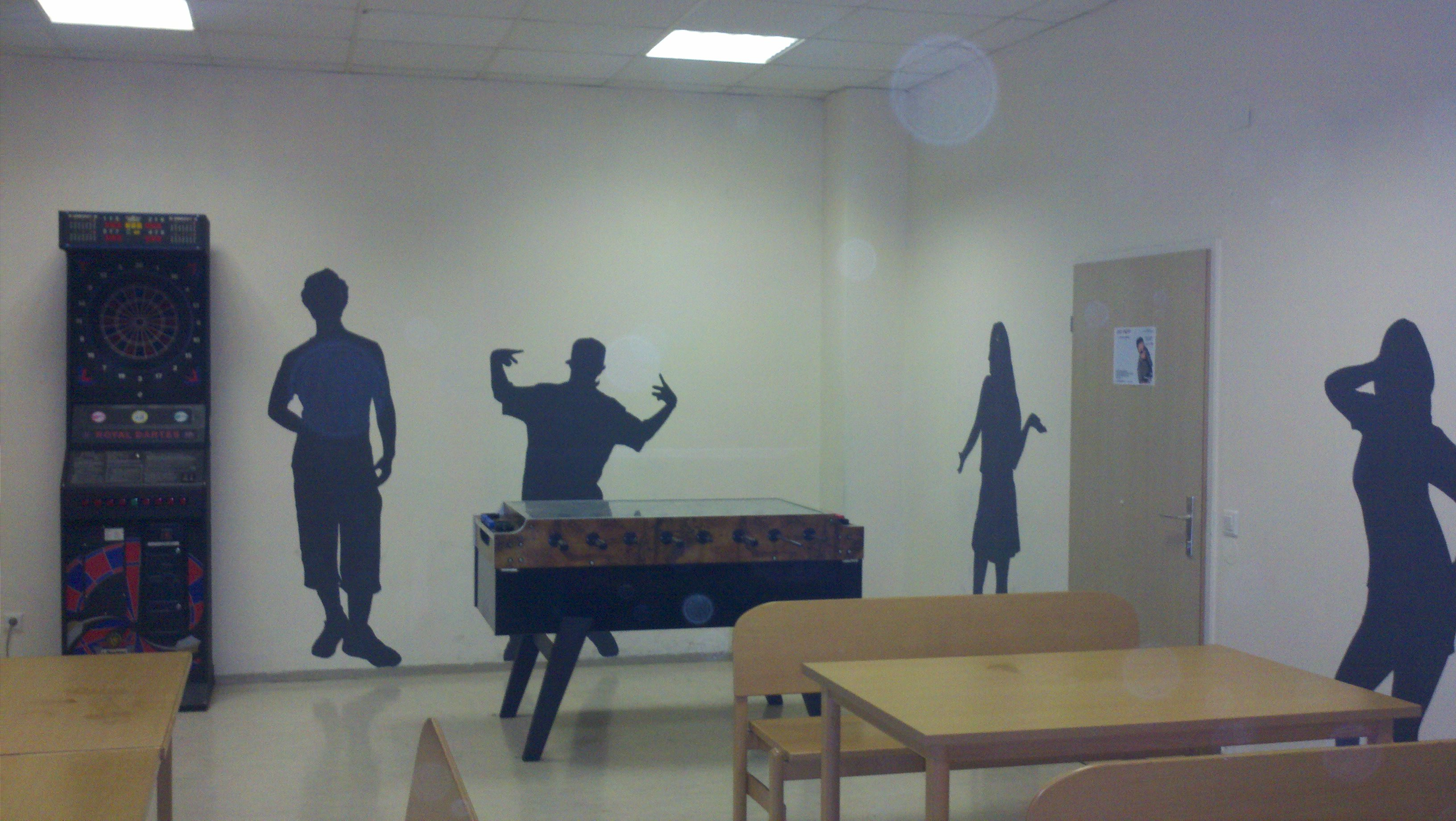
Der Kulturraum
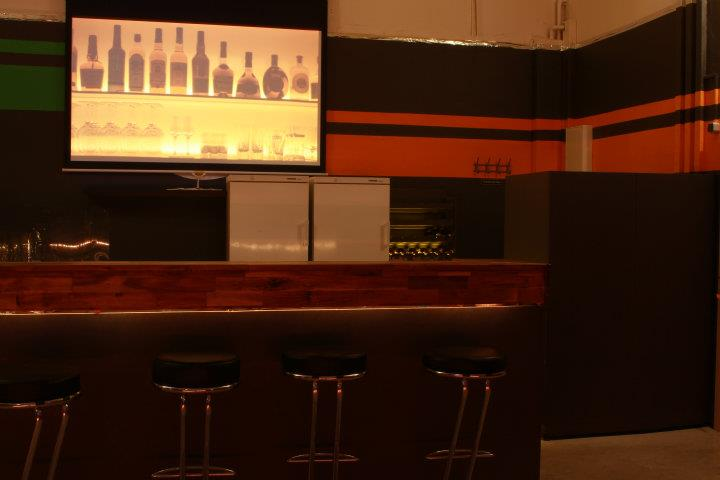
Black Lounge Barbereich
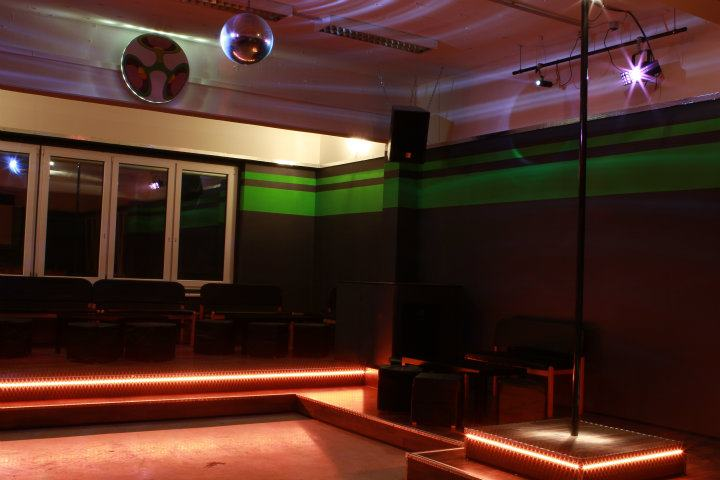
Black Lounge - Club des Campus Brigittenau